# 吴浈
吴浈（1958年5月—），江西南丰人，中华人民共和国政治人物。1975年8月参加工作，研究生学历。

## 仕途
1983年毕业于江西中医学院。历任江西省卫生厅医教科技处干部、江西省卫生厅药政管理局副局长、局长、江西省药品监督管理局副局长、党组副书记、江西省药品监督管理局局长、党组书记、江西省食品药品监督管理局局长、党组书记。
2006年9月，任国家食品药品监督管理局副局长、党组成员，分管药品注册、监管、审核等工作。2007年8月至2011年6月兼任国家药典委员会秘书长。2013年4月，任重组的国家食品药品监督管理总局党组成员、食品药品安全总监，同年7月改任副局长。2015年8月，兼任国家卫生和计划生育委员会副主任。2018年3月退休。
吴浈任职国家食药监局副局长期间，由于长期分管疫苗行业，因而有“疫苗沙皇”的称号。

## 落马
早在2014年6月，吴浈被河南依生药业有限公司董事长张译实名举报，称其“渎职、包庇下属”。另外在2016年，《民主与法制时报》记者杜涛欣实名举报吴浈，称吴浈分管疫苗期间涉嫌滥用职权、玩忽职守、失职渎职，导致2007年山西疫苗案、2010年江苏延申疫苗造假案、2013年乙肝疫苗案、2016年山东疫苗案、河北福尔狂犬疫苗案等案件频发。
2018年8月16日，中共中央政治局常委会召开会议，听取关于吉林长春长生公司问题疫苗案件调查及有关问责情况的汇报，会议决定由中央纪委国家监委对吴浈立案审查调查。
2019年2月2日，中央纪委国家监委宣布，吴浈严重违反党的纪律，且在中共十八大后不收敛不收手，决定给予吴浈开除党籍处分；按规定取消其享受的待遇；收缴其违纪违法所得；将其涉嫌犯罪问题移送检察机关依法审查起诉，所涉财物随案移送。
2019年5月30日，四川省成都市中级人民法院一审公开开庭审理了原国家食品药品监督管理总局党组成员、副局长兼国家卫生和计划生育委员会副主任吴浈受贿、滥用职权一案。检方指控吴浈受贿人民币2171.11万元。
2019年11月15日，四川省成都市中级人民法院一审公开宣判，对被告人吴浈以受贿罪判处有期徒刑11年，并处罚金人民币100万元；以滥用职权罪判处有期徒刑9年，决定执行有期徒刑16年，并处罚金人民币100万元。对吴浈受贿所得财物及其孳息予以追缴，上缴国库。